# César Meneghetti
César Augusto Meneghetti (San Paolo, 23 ottobre 1964) è un regista e artista brasiliano, di origine italiana.

## Biografia
Dopo aver studiato ed essersi laureato in design e comunicazione visiva presso l'università della sua città natale, si trasferisce a Londra e successivamente, all'inizio degli anni novanta, in Italia. Frequenta il Centro Sperimentale di Cinematografia di Roma, facendosi conoscere, all'epoca, più come artista d'avanguardia che come cineasta. Attorno al 2000, dopo aver diretto alcuni servizi per RAISAT, si impone, da solo, o in coppia con Elisabetta Pandimiglio, in una serie di documentari o di film-documentari di forte impatto visivo realizzati sia in Italia che in Brasile.
Fra i suoi film più significativi si segnala Zappaterra,  realizzato con Elisabetta Pandimiglio nel 2002, su invito di Nanni Moretti. Presentato con successo al 55º Festival di Locarno e al Torino Film Festival, si configura come una testimonianza di vita vissuta nelle campagne di Marzabotto, prima, durante e dopo la tristemente celebre strage, da parte di una superstite. La donna, una contadina semi-analfabeta, troverà in età matura la volontà di tornare a studiare per poter raccontare in un libro l'orrore vissuto.

### Ricerca artistica
Testimone implacabile del degrado delle realtà urbane, nel suo paese e nel mondo, come l'emarginazione in cui vivono centinaia di migliaia di ragazzi cresciuti troppo in fretta (Motoboy), della dura vita rurale di una "serva della gleba" in Emilia-Romagna e degli orrori della guerra (Zappaterra), dei sogni di una ventina di oriundi, che dall'Uruguay e dall'Argentina tornano nella terra dei loro avi, l'Italia, inseguendo un sogno di riscatto personale e sociale impossibile (Sogni di cuoio), Meneghetti ama ritrarre nei suoi film-documentari, biografie di persone comuni, vite che dal punto di vista della società mediatica sono senza futuro, fagocitate dalla brutalità della società violenta e globalizzata che li circonda. Scrive Simonetta Lux nel suo libro "Arte Ipercontemporanea - un certo loro sguardo": La composizione delle tracce è il modo in cui César Meneghetti ci offre la sua arte, mettendo in gioco il suo soggetto nomadico e mettendo noi in gioco, istituendo un'opera d'arte in cui i soggetti in questione (l'autore e l'altro, il pubblico) interferiscono con la realtà interpretandola e immaginificamente ricreandola. Grazie all'eccellenza dell'artificio (regia, sceneggiatura, fotografia, montaggio, disposizione di tracce materiali o immateriali ricodificate in scultura o in installazioni plurimediali), da artista o regista sui generis quale è, Meneghetti può far rifluire, nelle sue opere da artista, sia video sia filmiche, lacerti e resti di quelle esperienze, che vengono problematizzate come ricerche di linguaggio e che comunque conterranno legami incancellabili con i suoi racconti docu-filmici. Nei suoi film César Meneghetti, c'è sempre un doppio registro: una tematica che va alle sue lontane radici d'origine- la nascita e gli studi in Brasile-, ad una universalizzazione delle questioni fatte emergere in quanto intercettate per così dire dalla condizione nomadica od emigrante che egli condivide con la maggior parte degli uomini di questo mondo globalizzato. La condizione, gli affetti, le problematiche che intercetta e vive nel suo percorso nel mondo, dal Brasile, all'Italia, all'Asia, all'Africa, egli le impugna nell'arte, trova inedite interconnessioni transnazionali e ne fa linguaggio, opera, arte: un modo unico di comunicare e condividere, che solo l'arte può svelare.
Filmmaker e artista visuale, Meneghetti è uno sperimentatore di nuove tecnologie che spesso associa a media tradizionali. In uno dei suoi film-documentari più riusciti, 'Sogni di Cuoio, combina riprese in Betacam, Super 8 e VHS, avvalendosi sia del dispositivo elettronico-digitale che del supporto fotografico classico. Spesso estrae dalle sue immagini fotogrammi che successivamente rielabora in vario modo attraverso l'uso delle tecnologie digitali oltre che del disegno e della pittura. Nascono in tal modo pannelli e oggetti che vengono inseriti in spazi e ambiti diversi da quelli originari. 
Nel 2007, con K_lab interacting on the reality interface (mixed media, Niger, 2007-2008), realizzata in Africa, ha iniziato una nuova fase della sua carriera, allargando la sua ricerca nella confluenza delle arti visive, cinema e mixed media all'arte relazionale e processuale. Da questo processo sono emerse le mostre This_orient (2009-2011), This Placements (2011-2012) e I\O - Io è un altro (2010-2013).

### Produzione e mostre
Ha realizzato vari film e video sperimentali di carattere sociale e narrativo esposti in numerose mostre collettive e individuali in gallerie, musei e festival in molti paesi del mondo, in rilevanti sedi istituzionali, tra le quali citiamo: 55.Biennale di Venezia - Partecipazioni Nazionali, Sharjah Biennial, Bienal de Cerveira, Bienal de La Paz, Biennale Adriatica di Arti Nuove, MIS Museu da Imagem e do Som (San Paolo), il Centro per l'arte contemporanea Luigi Pecci (Prato), Electronic Art Café Palazzo delle Esposizioni (Roma), MASP - Museu de Arte de São Paulo, Museu de Arte Brasileira (San Paolo), Smiths Gallery (Londra), Galleria Cândido Portinari (Roma), Galleria Comunale d'Arte Moderna e Contemporanea di Roma, Galleria Paola Verrenghia (Salerno), Evento Speciale Isola della poesia, 51 Biennale di Venezia, Galleria Neon (Bologna), 48th Mostra Internazionale del Nuovo Cinema, Pesaro, Festival di Torino, II e IV Inter-American Biennial of video art del IDB cultural Centre di Washington D.C, 51 e 55 Festival di Locarno, 69 Mostra d'arte cinematografica di Venezia, Festival international du court métrage de Clermont-Ferrand, Festival do Rio, FIC Brasília, Festival It's All true e Cannes mostra mercato.

## Collaborazioni
Nell'industria cinematografica e TV ha inoltre collaborato negli anni 90 e 2000 ad oltre quaranta film di autori vari tra cui: Jane Campion, Daniele Ciprì e Franco Maresco, Gianni Zanasi, Jason Brandemberg, Aurelio Grimaldi, Jacopo Quadri, Ricardo Pais, Paolo Benvenuti, Fabio Iaquone, Giorgio Barberio Corsetti, Roberto Benigni, Francesco de Gregori, Antonello Venditti, Nello Correale (primo lungometraggio italiano totalmente digitale).
La collaborazione decennale con gli artisti e le artiste dei Laboratori d'Arte della Comunità di Sant'Egidio di Roma è sfociata in diverse mostre, progetti ed eventi, fra i quali: 
"I/O_IO è un altro", Biennale Session 2011; LV Biennale di Venezia 2013;  MAXXI Roma 18 novembre 2015 - 17 gennaio 2016
"INCLUSION / EXCLUSION", Complesso del Vittoriano Roma, 7 dicembre 2018 - 31 gennaio 19
"DIS/INTEGRATION", Rettorato della Sapienza Università di Roma, 29 novembre 2021 - 28 gennaio 2022

## Filmografia
- Interferenze (1998) - con Elisabetta Pandimiglio
- Senza Terra (2001)
- Zappaterra (2002)
- Cachorro louco (2003)
- Sogni di cuoio (2004)
- Motoboy (2004)
- Comizi e quant'altro (2005)
- Taccone, fuga in salita (2007)
- Terrorista (2008)
- L'incontro (2009)
- Rimet, l'incredibile storia della coppa del mondo (2010)

## Premi principali
- Premio Globo Tricolore 2012
- Premio FUNARTE de Arte Contemporânea 2011.
- Premio Brasil Arte Contemporânea da Fundação Bienal de São Paulo, 2010.
- Premio IV Inter-American Video Art Biennial IDB Cultural Center, Washington DC, December 2008
- Premio del Programma Petrobras Cultural 2006
- Premio Kodak per Miglior Corto / Miglior Fotografia a Cortocinema, Roma
- Premio miglior lavoro digitale per ROMEVIDEO Arcipelago Film Festival 2004
- Grand Prix Sony 2002
- Premio del Programma Petrobras Cultural per Midia Digitale 2002
- Finalista al Premio Arte 2000.
- Gran Premio della Giuria Visionaria International Film Festival 2001
- Il suo lavoro “Senza Terra” risulta selezionato in Festival Nazionali e Internazionali, tra cui il Sacher Festival, Milano Film Festival, Festival international du court métrage de Clermont-Ferrand, Videobrasil, London Latin American Film Festival.